# Filar Leporowskiego

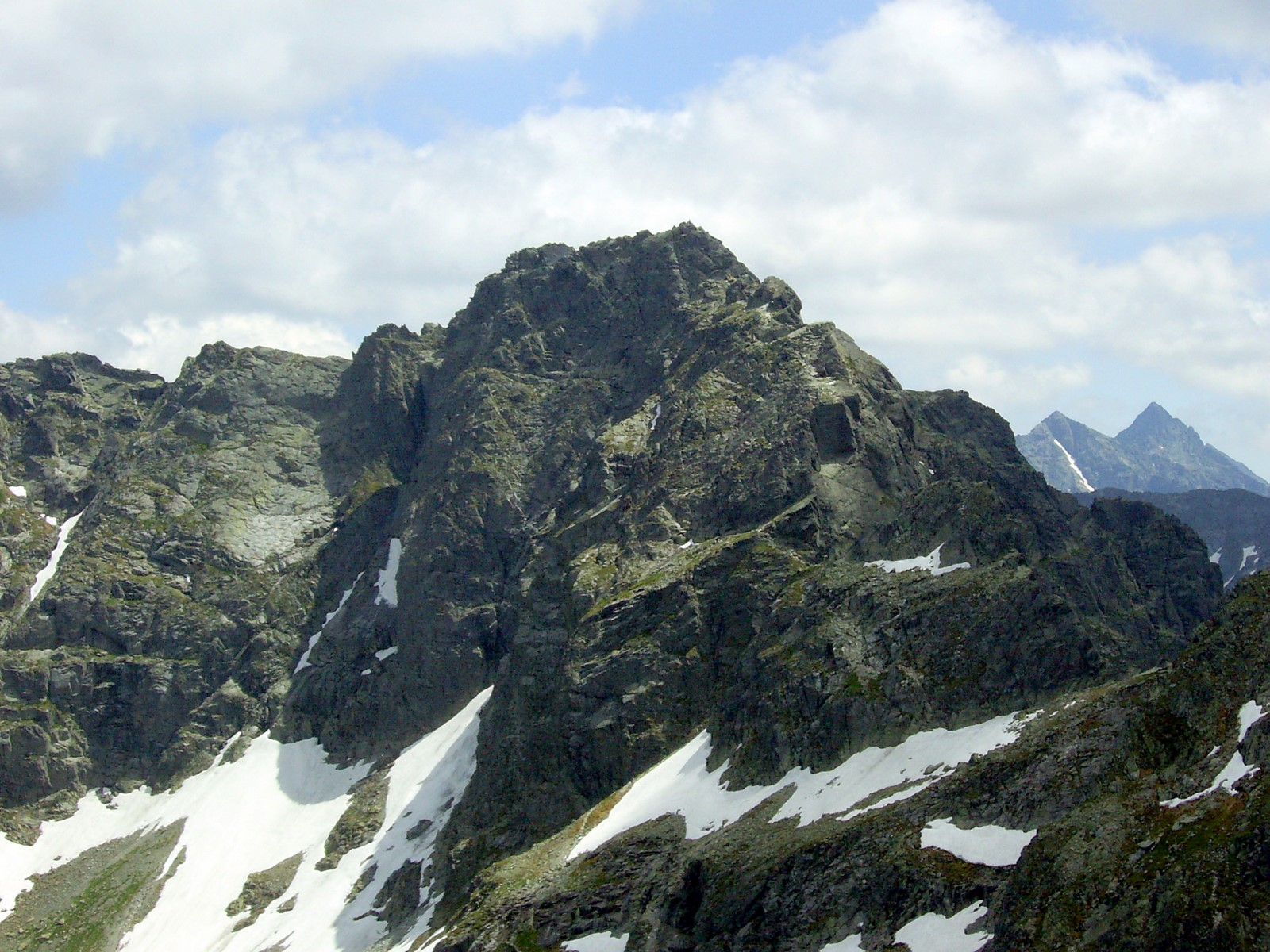
Filar Leporowskiego na lewo od wierzchołka, widok z Kościelca

Filar Leporowskiego – wybitny filar w północnej ścianie Koziego Wierchu, opadający do Dolinki Koziej w polskich Tatrach.
Prowadzi nim słynna droga wspinaczkowa nazwana na cześć polskiego taternika przedwojennego – Jerzego Leporowskiego, który zginął przy próbie jej samotnego przejścia w 1928 roku.
Pierwsze przejścia:
- letnie: Witold Henryk Paryski, Stanisław Motyka, Jan Sawicki, 18 lipca 1929 r.
- zimowe: nie wcześniej niż w 1950 r.

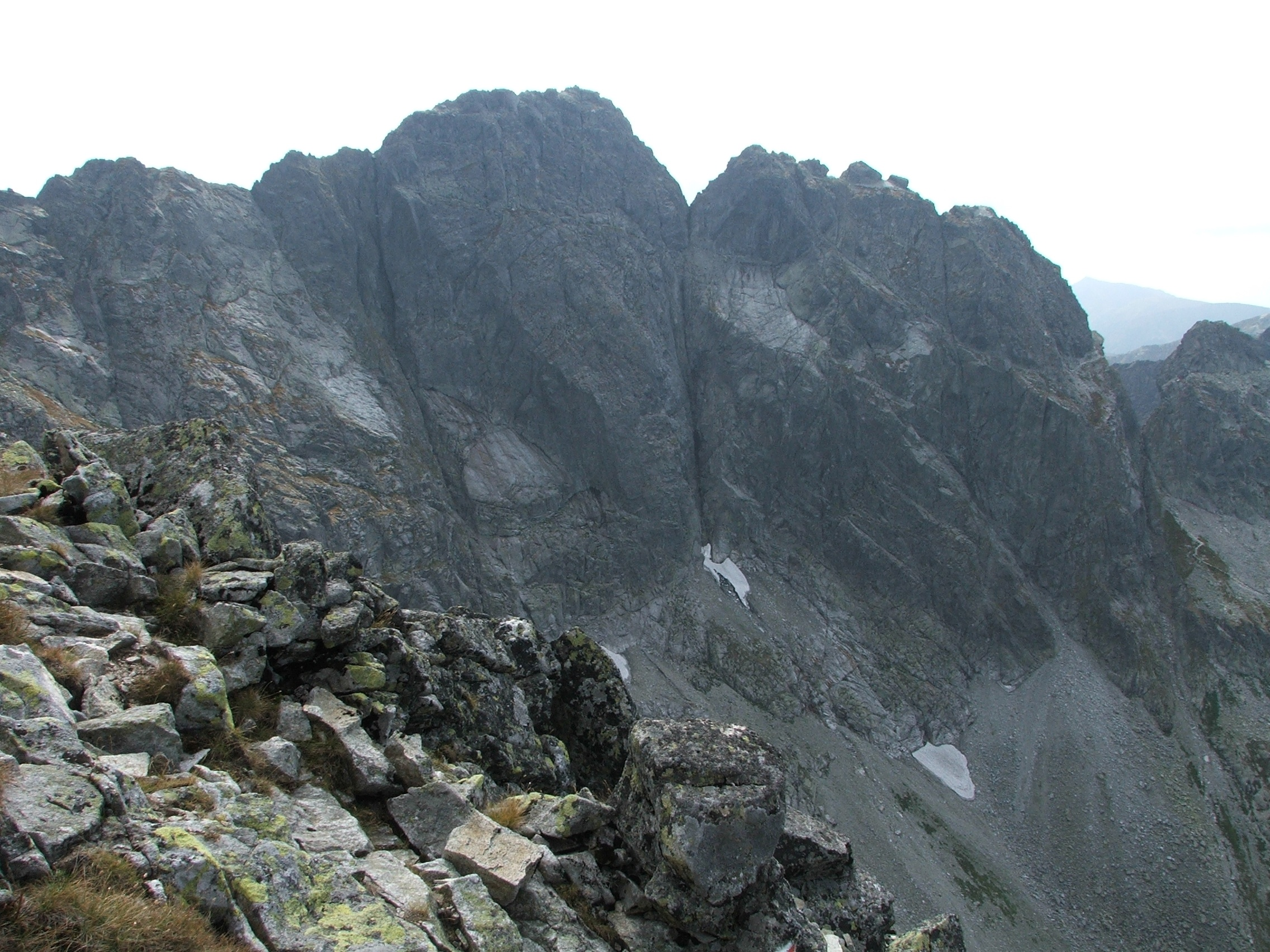
Widok z Orlej Perci na Filar Leporowskiego